# ギル (ミュージシャン)
ギル（1980年8月21日 - ）は、日本のミュージシャン、ギタリストである。ヴィドール解散後、現在はAngeloのメンバー。数は多くないが作曲も手がける。静岡県掛川市出身。血液型はA型。

## 来歴
- 2005年7月 - ヴィドールに加入。
- 2011年1月18日 - ヴィドール解散。
- 2011年8月27日 - Karyu（元D'espairsRay）と共にAngeloに加入。
- 2018年1月31日 - Angeloと平行して、KIRITOのソロ活動にギタリストとして参加。
- 2020年 - 3月20日に本人初の単独イベント「ギル・スペシャルギターイベント」をコンバットギターズ主催で予定していたが、新型コロナウィルス流行のため開催を6月13日に延期。しかし、開催の目処が立たないため敢え無く中止となった。

## 人物
- 愛称は「ギルオ」「ギルオ先生」（「ギルオ」の発案者は本人であり、本人曰く「なんとなく」である）。
- 憧れのミュージシャンはLUNA SEA。
- KISAKI談によるとヴィドール解散からAngeloに加入するまで短期間、Megaromaniaの美沙麗と蜘影にギターを教えていた。
- Angeloにはセッション形式のオーディションに参加し選ばれた。
- シャチが好きなようで生まれ変わったらシャチになりたいと発言。[2]
- 酒は飲めるし人に付き合って欲しいと言われれば飲むが、自身で好んでは飲まない。